# Ulcombe
Ulcombe är en ort och civil parish i grevskapet Kent i sydöstra England. Orten ligger i distriktet Maidstone, cirka 11 kilometer sydost om Maidstone. Tätorten (built-up area) hade 620 invånare vid folkräkningen år 2021.